# Ute pedunculata
Ute pedunculata är en svampdjursart som beskrevs av Hozawa 1929. Ute pedunculata ingår i släktet Ute och familjen Grantiidae.
Artens utbredningsområde är havet kring Japan. Inga underarter finns listade i Catalogue of Life.